# Józef Fenollosa Alcayna
José Fenollosa Alcayna (ur. 16 marca 1903 w Rafelbunyol, zm. 27 września 1936 w Sagunto) – błogosławiony Kościoła katolickiego. 

## Życiorys
Pochodził z rodziny chłopskiej. Wstąpił do Kolegium w Walencji, gdzie rozpoczął studia, a następnie przeniósł się do Kolegium prezentacji. W 1926 roku otrzymał święcenia kapłańskie, potem uzyskał doktorat z teologii, a także mianowano go kanonikiem kolegiaty św. Bartłomieja. W czasie wojny domowej w Hiszpanii został aresztowany 23 sierpnia 1936 roku, jednak został zwolniony z więzienia i ukrywał się razem z innymi kapłanami w kopule kościoła, ale po ośmiu dniach został ponownie aresztowany i zmuszony do ciężkiej pracy. 27 września 1936 roku zabrano go wraz z 17 innymi osobami na cmentarz Sagunto, gdzie został stracony.
Beatyfikował go w grupie Józef Aparicio Sanz i 232 towarzyszy papież Jan Paweł II w dniu 11 marca 2001 roku.